# Melchendorf
Melchendorf ist ein Stadtteil der thüringischen Landeshauptstadt Erfurt mit 10.602 Einwohnern (Stand Dezember 2024) auf einer Fläche von 5,63 km². Er liegt im Südosten der Stadt am Hang des Steigerwalds.

## Geografie
Melchendorf erstreckt sich langgezogen an der Straße von Erfurt nach Kranichfeld etwa fünf Kilometer vom Stadtzentrum entfernt. Südlich von Melchendorf liegt der Steigerwald und nördlich das ebene Thüringer Becken sowie die Dörfer Dittelstedt, Urbich und Niedernissa. Westlich schließt sich das Gründerzeitquartier Daberstedt und östlich der Wohnvorort Windischholzhausen an. Zu beiden besteht eine lückenlose Bebauung.
Aus der alten Melchendorfer Flur wurden drei Stadtteile gebildet: Melchendorf mit 10.550 Einwohnern und einer Fläche von 5,64 km², Herrenberg mit 7.701 Einwohnern auf 1,69 km² und der Wiesenhügel mit 5.670 Einwohnern auf nur 0,45 km². Die beiden letztgenannten sind Plattenbaugebiete, die in den 1970er- und 1980er-Jahren entstanden und seitdem eigene Stadtteile bilden.
Das Zentrum von Melchendorf befindet sich an der Dorfkirche St. Nikolaus mit dem zugehörigen Pfarrhaus, wo die Kranichfelder- in die Haarbergstraße übergeht.
Der Ortskern von Melchendorf erstreckt sich vor allem südlich der katholischen Kirche (also südlich des Übergangs der Haarbergstraße zur Kranichfelder Straße).
Hier befindet sich der Schulzenweg mit den ältesten Häusern (17. und 18. Jh.). Südlich davon sind fünf weitere Straßen und Gassen und danach ist ein steiler Aufstieg zum „Drosselberg“ – einem heute noch militärisch genutzten Übungsgelände der Bundeswehr.

## Geschichte

Karte von Melchendorf (1843)

Der Ursprung Melchendorfs liegt im Dunkel der Geschichte. Nach der Zerschlagung des thüringischen Königreichs im Jahr 531 durch die Franken, die die Ostgrenze ihre Reiches an die Saale legten, sickerten in der Folgezeit slawische Bevölkerungsgruppen in den Thüringer Raum ein und gelangten auch in den Erfurter Raum, in dem Melchendorf liegt. Dieses war, wie viele Orte in der Nachbarschaft, ursprünglich eine slawische Siedlung. Mit der Verflechtung Erfurt-Mainz trat auch Melchendorf schrittweise in das geschichtliche Blickfeld. In einer Urkunde aus dem Jahr 1157 wird Melchendorf als slawische Siedlung erwähnt. „In den Fluren von sechs Dörfern der nächsten Umgebung von Erfurt hatte das Mainzer Erzstift größeren Grundbesitz“. Damit waren die Küchendörfer gemeint. Eines von diesen war Melchendorf. Über die Herkunft der Küchendörfer wurde, und wird auch heute, spekuliert. Am wahrscheinlichsten wird vermutet, dass die Küchendörfer zur „Mensa episcopalis“, des von Bonifatius 742 gegründeten Bistums Erfurt gehörten. Der fränkische König überließ als Grundherr die genannten Dörfer dem Erfurter Bischof als Ausstattung zur Bestreitung seines Unterhalts und dem seiner Helfer. Mit der bald erfolgten Eingliederung des Bistums Erfurt in das Mainzer Erzbistum blieb der bischöfliche Besitz unangetastet und die Küchendörfer hatten fortan die Aufgabe für den Unterhalt der Beamten des Erzstiftes zu sorgen und im Falle der persönlichen Anwesenheit des Erzbischofs in Erfurt auch für diesen selbst. Außer den Dienstleistungen für das Erzstift hatten die Küchendörfer, zu denen Melchendorf von Beginn an gehörte, auch eine Reihe Privilegien. Dazu gehörten Zollfreiheit für alle Güter des persönlichen Bedarfs gegenüber der Stadt Erfurt und Braurechte.
Die unmittelbare Verbindung der Küchendörfer zum Erzstift hatte zur Folge, dass der katholische Glauben in diesen über die Reformationszeit erhalten blieb und diese Orte nur über katholische Kirchen verfügen.
Durch den preußisch-französischen Vertrag von Luneville im Jahr 1802 und endgültig nach dem Wiener Kongress von 1815 kamen Melchendorf und die anderen Küchendörfer sowie die Stadt Erfurt an Preußen. Die Stadt Erfurt hatte sich vor allem in den ersten Jahrzehnten des 20. Jahrhunderts weit nach Südwesten hin ausgeweitet, und so kam es im Jahr 1938 zur Eingemeindung Melchendorfs nach Erfurt. Neubauten in den 1970er- und 1980er-Jahren ließen Melchendorf endgültig in den Stadtbereich Erfurts einfließen, jedoch ist der alte Ortskern gut erhalten geblieben.
Der Zweite Weltkrieg hat auch in Melchendorf Spuren hinterlassen. Am Mittag des 17. März 1945 wurde der Ort von einem Verband mit 51 viermotorigen Bombern der US-Luftwaffe angegriffen. Sie trafen die Pfarrkirche und zerstörten den 34 m hohen Turm, den Altarraum und die Sakristei. Schäden gab es auch an den Nachbargehöften. Nahezu völlig zerstört wurde das Schwesternhaus der Eisenhutschen Stiftung, dabei starben sechs alte Menschen, drei Schwestern wurden verletzt. Darüber hinaus sind viele seiner ehemaligen Bewohner als Soldaten und Offiziere Opfer des Krieges geworden oder anderweitig ums Leben gekommen.

### Wohnviertel

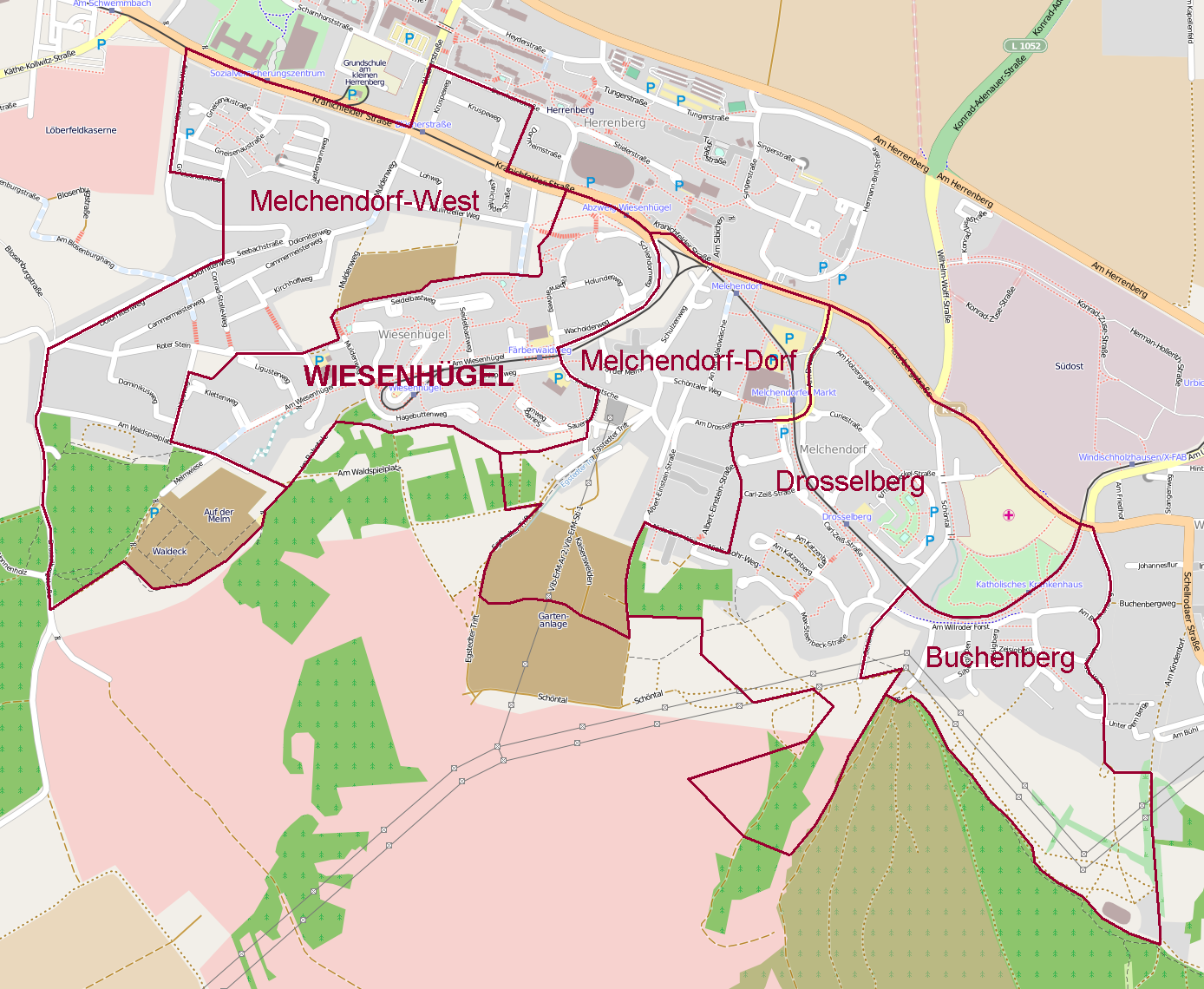
Die Wohnviertel Melchendorfs, dazwischen der Stadtteil Wiesenhügel

| Viertel (nicht offiziell)                                                               | Blockgruppen (offiziell)  | Fläche (km²) | Einwohner (2000) | Einwohner (2007) | Einwohner (2015) | Bevölkerungsdichte |
| --------------------------------------------------------------------------------------- | ------------------------- | ------------ | ---------------- | ---------------- | ---------------- | ------------------ |
| Melchendorf-West (Seebachstraße – Samuel-Beck-Weg – Kranichfelder Straße – Wiesenhügel) | 1311 + 1312               | 0,86         | 2.322            | 2.421            | 2.340            | 2.721              |
| Steigerwald                                                                             | 1313                      | 3,36         | 3                | 2                | 4                | 1                  |
| Melchendorf-Dorf                                                                        | 1321                      | 0,45         | 1.672            | 1.428            | 1.373            | 3.051              |
| Drosselberg                                                                             | 1322 + 1323 + 1324 + 1325 | 0,65         | 5.450            | 5.061            | 5.178            | 7.966              |
| Buchenberg                                                                              | 1331 + 1332               | 0,32         | 1.402            | 1.454            | 1.506            | 4.706              |

### Einwohnerentwicklung
- 1843: 379 Einwohner
- 1910: 798 Einwohner
- 1925: 899 Einwohner

Von 1990 bis 2009 nahm die Bevölkerungszahl um 2.000 Einwohner ab. Seit 2000 sind Geburten- und Wanderungssaldo relativ ausgeglichen, womit Melchendorf ein demografisch vergleichsweise stabiler Stadtteil ist. Das Durchschnittsalter liegt bei 43,6 Jahren.
Daten der Stadtverwaltung Erfurt, jeweils zum 31. Dezember.
| Jahr | Einwohnerzahl | Entwicklung (1990 = 100 %) | Entwicklung Erfurt (1990 = 100 %) |
| ---- | ------------- | -------------------------- | --------------------------------- |
| 1990 | 12.225        | 100,0                      | 100,0                             |
| 1995 | 12.911        | 105,6                      | 93,4                              |
| 1996 | 12.442        | 101,8                      | 91,9                              |
| 1997 | 12.010        | 98,2                       | 90,6                              |
| 1998 | 11.843        | 96,9                       | 89,3                              |
| 1999 | 11.173        | 91,4                       | 88,0                              |
| 2000 | 10.849        | 88,7                       | 87,6                              |
| 2001 | 10.805        | 88,4                       | 87,4                              |
| 2002 | 10.691        | 87,5                       | 87,2                              |
| 2003 | 10.611        | 86,8                       | 88,0                              |
| 2004 | 10.497        | 85,9                       | 88,4                              |
| 2005 | 10.513        | 86,0                       | 88,5                              |
| 2006 | 10.550        | 86,3                       | 88,4                              |
| 2007 | 10.366        | 84,8                       | 88,5                              |
| 2008 | 10.304        | 84,3                       | 88,5                              |
| 2009 | 10.233        | 83,7                       | 88,8                              |
| 2010 | 10.211        | 83,5                       | 89,2                              |
| 2011 | 10.247        | 83,8                       | 89,8                              |
| 2012 | 10.234        | 83,7                       | 90,4                              |
| 2013 | 10.250        | 83,8                       | 91,1                              |
| 2014 | 10.080        | 82,5                       | 91,7                              |
| 2015 | 10.401        | 85,1                       | 93,3                              |
| 2016 | 10.390        | 85,0                       | 93,9                              |

## Wirtschaft und Verkehr
Zwischen Melchendorf und Windischholzhausen befindet sich ein größeres Gewerbegebiet (hervorgegangen nach 1990 aus den Werken des Kombinats Mikroelektronik Erfurt). Außerdem befinden sich entlang der Kranichfelder Straße Bürohäuser verschiedener Dienstleister.
Melchendorf liegt an der L2156, die von Erfurt nach Kranichfeld und zur A 4, Anschlussstelle Erfurt-Ost führt. Parallel zur Kranichfelder Straße verläuft die Straße Am Herrenberg, die als Umgehungsstraße fungiert. Im Osten von Melchendorf beginnt außerdem die Erfurter Osttangente, eine Schnellstraße, die bis zur A 71 im Norden der Stadt führt.
An den ÖPNV ist Melchendorf über die Stadtbahnlinien 2 und 3 angebunden.

## Politik

### Wahlen
| Partei          | Stadtrat 2009 | Landtag 2009 | Bundestag 2013 | Europa 2009 |
| --------------- | ------------- | ------------ | -------------- | ----------- |
| Wahlbeteiligung | 34,1          | 44,5         | 51,6           | 34,1        |
| CDU             | 17,6          | 22,3         | 30,6           | 20,9        |
| Die Linke       | 27,5          | 36,7         | 29,3           | 32,8        |
| SPD             | 32,1          | 17,0         | 17,2           | 18,8        |
| Grüne           | 5,4           | 6,7          | 4,3            | 5,7         |
| FDP             | 4,6           | 5,9          | 1,8            | 5,5         |

## Persönlichkeiten
- Aloys Nordmann (1921–1944), Wehrmachtssoldat aus Erfurt, der wegen „wehrkraftzersetzender Äußerungen“ hingerichtet wurde. Er wird in der Literatur und in kirchlichen Kreisen als Beispiel für christlich motivierten Widerstand gegen den Nationalsozialismus angeführt.